# Nikołaj Korolkow
Nikołaj Pawłowicz Korolkow (ros. Николай Павлович Корольков, ur. 28 listopada 1946 w Rostowie nad Donem, zm. 5 lipca 2024) – radziecki jeździec sportowy specjalizujący się w skokach przez przeszkody. Zdobywca dwóch medali na (swoich jedynych) igrzyskach olimpijskich w Moskwie. Oprócz medali olimpijskich, Korolkow pięciokrotnie zdobywał tytuł mistrza Związku Radzieckiego w skokach przez przeszkody (1972, 1973, 1977, 1980, 1981).
W indywidualnym konkursie skoków zajął drugie miejsce (przegrał z Janem Kowalczykiem), w konkursie drużynowym wspólnie z Wiktorem Asmajewem, Wiaczesławem Czukanowem i Wiktorem Poganowskim triumfował. W Moskwie nie startowali jeźdźcy z większości krajów Europy Zachodniej, należący do światowej czołówki. 

## Odznaczenia
Nikołaj Korolkow został odznaczony w 1980 radzieckim tytułem Zasłużonego Mistrza Sportu i Orderem „Znak Honoru”.

## Starty olimpijskie (medale)
Letnie Igrzyska Olimpijskie 1980 w Moskwie
- Skoki przez przeszkody, konkurs drużynowy (na koniu Espadron) –  złoto
- Skoki przez przeszkody, konkurs indywidualny (Espadron) –  srebro